# Педемонте (Верчели)
Педемонте је насеље у Италији у округу Верчели, региону Пијемонт.
Према процени из 2011. у насељу је живело 42 становника. Насеље се налази на надморској висини од 1259 м.